# Musseau
Musseau est une ancienne commune française du département de la Haute-Marne en région Grand Est. C'est une commune associée de Vals-des-Tilles depuis 1973.

## Géographie
Le village est traversé par la route D112.

## Histoire

### Carte de Cassini
|  |

La carte de Cassini ci-dessus montre qu'au XVIIIe siècle, le nom de la commune actuelle n'existait pas. Trois paroisses 
distinctes étaient présentes dans le secteur.
- Au nord-est, le village de La Margelle qui s'est appelé par la suite Lamargelle, puis La Margelle-aux-Bois en 1935.
- A l'est, le village de Chalmessin situé sur le rive gauche de La Tille, à proximité de sa source. Un moulin à eau symbolisé par une roue dentée Le Fourneau de Vossin Vologes devaient servir au travail du fer. Son nom est évoqué de nos jours par la Combe du vieux fourneau.
- Plus à l'est, le village de Musseau situé sur la rive droite de la Tille de Villemoron avait son église et son château. Le moulin de Musseau est représenté sur la carte.
- Au sud, deux hameaux étaient rattachés à la paroisse de Chalmessin, Villemervry sur La Tille et son moulin de Vossin, et Villemoron, sur La Tille de Villemoron, qui avait aussi son moulin à eau.

En 1789, Musseau dépend du bailliage de Dijon et forme avec Praslay une enclave de Bourgogne en Champagne ; à l'exception du presbytère et de l'église qui sont maintenus en Champagne par un arrêt du parlement de Paris en 1741.

### Passé ferroviaire du village
|  |  |

De 1883 à 1963, le village de Musseau a été traversé par la  ligne de chemin de fer de Poinson - Beneuvre à Langres, qui, venant de Vaillant , contournait le village par le nord et se dirigeait vers la gare commune à Vivey - Chalmessin.
À une époque où le chemin de fer était le moyen de déplacement le plus pratique, cette ligne connaissait un important trafic de passagers et de marchandises. 
	
À partir de 1950, avec l'amélioration des routes et le développement du transport automobile, le trafic ferroviaire a périclité et la ligne a été fermée en 1963. Les rails ont été retirés. Quelques tronçons de l'ancienne ligne subsistent encore de nos jours utilisés comme sentier de randonnée ou chemin d'exploitation agricole.

Le 1er avril 1973, la commune de Musseau est rattachée sous le régime de la fusion-association à celle de Chalmessin qui devient Vals-des-Tilles.

## Politique et administration
| Période                                  | Période | Identité        | Étiquette | Qualité |
| ---------------------------------------- | ------- | --------------- | --------- | ------- |
|                                          |         | Franck Boitteux |           |         |
| Les données manquantes sont à compléter. |         |                 |           |         |

## Démographie
| 1911 | 1921 | 1926 | 1931 | 1936 | 1946 | 1954 | 1962 | 1968 |
| ---- | ---- | ---- | ---- | ---- | ---- | ---- | ---- | ---- |
| 105  | 113  | 78   | 82   | 77   | 80   | 64   | 46   | 40   |

## Lieux et monuments
- Église Saint-Pierre-Saint-Paul ; le clocher, la travée d’avant-chœur et le chœur datent du 13e siècle